# Pietro Farnese (XI secolo)

Stemma dei Farnese

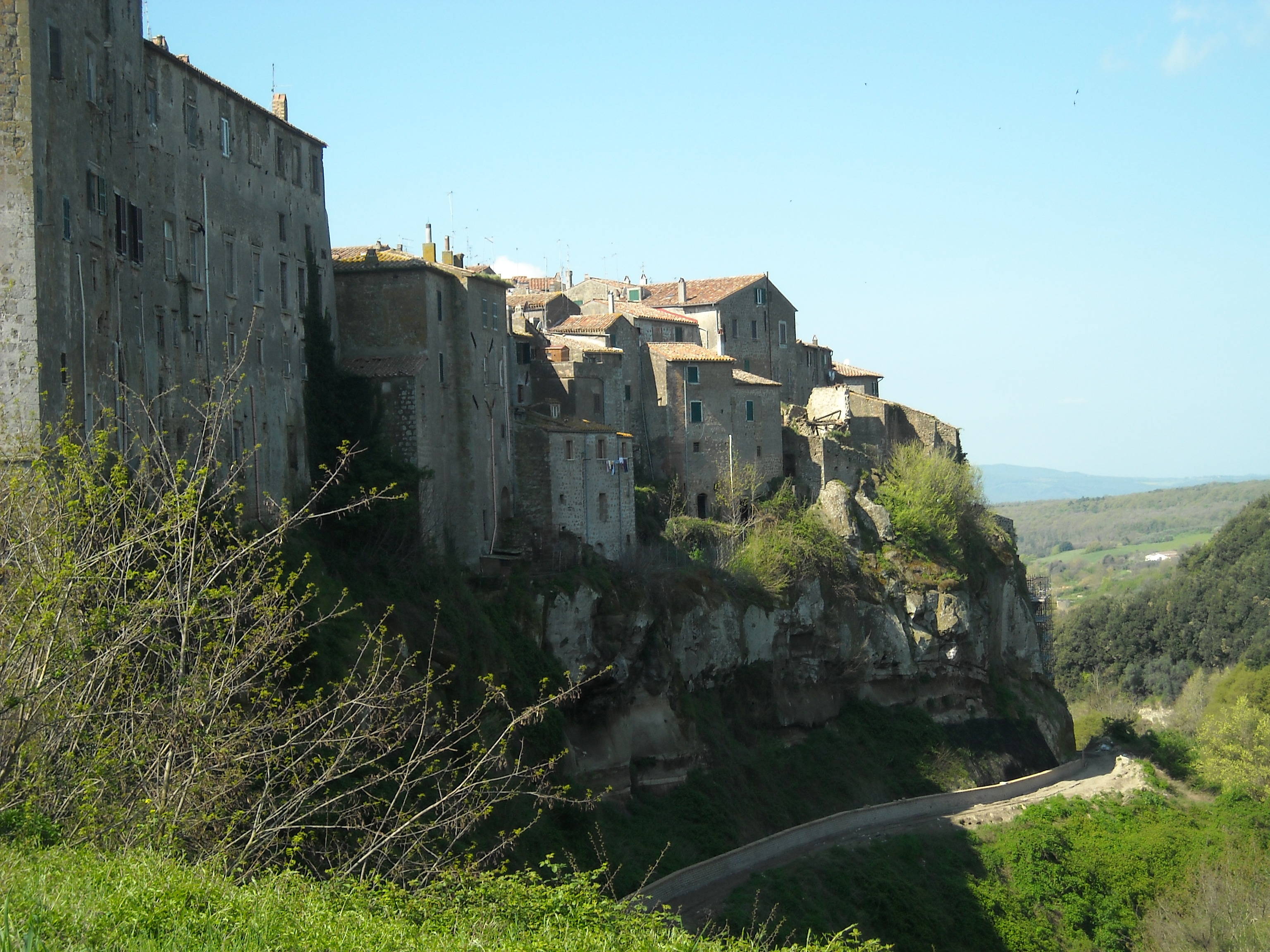
Veduta di Farnese

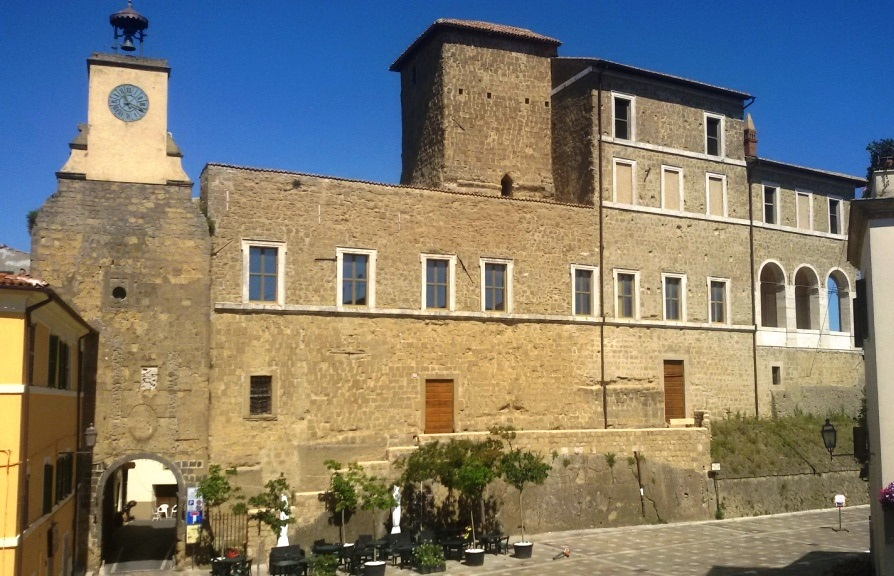
Ischia di Castro, Palazzo Farnese

Pietro Farnese (XI secolo) è stato un politico italiano, primo esponente noto della casata dei Farnese.

## Biografia
Figlio di Pepo, fu il primo esponente noto della casata.
Dedito alle armi, combatté numerose battaglie sotto il pontificato di papa Pasquale II. Fu comandante della cavalleria pontificia, che nel 1110 sconfisse gli eserciti Ghibellini di Toscana e, probabilmente, fondò il borgo di Orbetello, citata nei documenti come Orbetellum.
Fu a capo e principe del comune di Orvieto. Nel 1125 qui scoppiò la guerra tra guelfi e ghibellini e risultò vincitrice la fazione guelfa, alla quale appartenne Pietro. Nel 1134 l'imperatore Lotario III lo infeudò di Ischia e di Farnese.

## Discendenza
Pietro ebbe un figlio, Prudenzio, console di Orvieto.